# بيفل كيليمن
بيفل كيليمن (بالتشيكية: Pavel Kelemen)‏ هو دراج تشيكي، ولد في 28 مايو 1991 في دوماجليتسه في التشيك.

## وصلات خارجية
- بيفل كيليمن على موقع الاتحاد الدولي للدراجات (الإنجليزية)
- بيفل كيليمن على موقع أرشيف الدراجات (الإنجليزية)
- بيفل كيليمن على موقع إحصائيات الدراجات الإحترافية (الإنجليزية)
- بيفل كيليمن على موقع نسبة الدراجات (الإنجليزية)
- بيفل كيليمن على موقع CycleBase (الإنجليزية)
- بيفل كيليمن على موقع نتائج كأس العالم لسباقات دراجات (بي.أم.إكس) (الإنجليزية)
- بيفل كيليمن على موقع اللجنة الأولمبية الدولية (الإنجليزية)
- بيفل كيليمن على موقع أوليمبيديا (الإنجليزية)
- بيفل كيليمن على موقع اللجنة الأولمبية التشيكية (التشيكية)